# Skråspikning

Princip för skråspikning.

Skråspikning eller snedspikning är en spikförbindelse mellan en stående och en liggande regel, där spikarna slås in snett ned i den stående regeln.  Detta är ett mycket vanligt sätt att spika ihop reglar, av två skäl:
- I många konstruktioner kommer man inte åt att spika på annat sätt, särskilt när den liggande regeln är en syll.
- Flera spikar inslagna snett i olika riktningar ger betydligt bättre hållfasthet mot utdragning, än samma antal spikar inslagna parallellt med varann.